# Vicepresidente de Burundi
El vicepresidente de Burundi es un alto cargo del poder ejecutivo de Burundi, siendo el primero en la línea de sucesión para ocupar la Presidencia de Burundi en caso de vacancia temporal y el segundo en la línea de sucesión en caso de vacancia permanente.

## Generalidades
Su papel se encuentra regulado en la Constitución de Burundi por el Título V, del Poder Ejecutivo, Apartado 2, del Vicepresidente de la República, artículos 122-127.

### Elección
El Vicepresidente es nombrado por el Presidente de Burundi, con previa aprobación de ambas cámaras del legislativo nacional (la Asamblea Nacional y el Senado), votando por separado y con la mayoría absoluta de sus miembros.
Asumirá ante la Asamblea Nacional y en presencia del Tribunal Constitucional.

### Requisitos
El Vicepresidente es elegido entre los miembros del Parlamento, debiendo ser burundiano de nacimiento. Por otra parte, también debe pertenecer grupos étnicos y agrupaciones políticas distintas.

### Funciones
Su función es asistir al Presidente de la República en sus funciones.
Adicionalmente, reemplazará al Presidente en caso de vacancia temporal; en caso de vacancia permanente, la presidencia será ocupada por el presidente de la Asamblea Nacional y, si este no pudiera ejercerla, sería ocupada conjuntamente por el vicepresidente y el Primer ministro.

### Reemplazo
En caso de vacancia definitiva del puesto de Vicepresidente, se procederá a designar un sucesor en un período no mayor a 30 días después del cese de funciones.

## Historia

### Constitución de 1998
El puesto de Vicepresidente fue creado por primera vez tras la entrada en vigor de la Constitución de Transición, en junio de 1998. La Vicepresidencia fue concebida para reemplazar el puesto de Primer ministro.
Según la constitución, la vicepresidencia constaba de dos puestos: el vicepresidente primero (responsable de los asuntos políticos y administrativos) y el vicepresidente segundo (responsable de los asuntos económicos y sociales).
Tras prestar como juramento Presidente de la República el 11 de junio de 1998, Pierre Buyoya designó a Frédéric Bamvuginyumvira, miembro hutu del Frente para la Democracia en Burundi (FRODEBU), como vicepresidente primero y a Mathias Sinamenye, miembro tutsi del partido Unión para el Progreso Nacional (UPRONA), como vicepresidente segundo.

### Constitución de 2001
Tras la promulgación de la Constitución de 2001, resultante de los Acuerdos de Arusha, se estableció la Vicepresidencia como conformada por un solo miembro. 

### Constitución de 2005
Tras la promulgación de la nueva constitución en febrero de 2005, se estableció que la Vicepresidencia estaría compuesta por dos miembros, uno de la etnia hutu y una de la etnia tutsi. El vicepresidente primero sería responsable de los asuntos políticos y administrativos, mientras que el vicepresidente segundo se encargaría de los asuntos sociales y económicos

### Reforma constitucional de 2018
Tras el referéndum constitucional de Burundi de 2018, se aprobaron las enmiendas constitucionales que suprimieron la posibilidad de tener dos vicepresidentes y limitó los poderes del vicepresidente restante. Por otra parte, también se estableció que el vicepresidente será elegido entre un partido político y un grupo étnico diferente al del presidente. También se reintrodujo el puesto de Primer ministro.

## Listado

### Constitución de 1998
|  | Vicepresidente primero                                                  | Etnia | Partido |  | Vicepresidente segundo                                           | Etnia | Partido | Presidente    | Ref.  |
|  | ----------------------------------------------------------------------- | ----- | ------- |  | ---------------------------------------------------------------- | ----- | ------- | ------------- | ----- |
|  | Frédéric Bamvuginyumvira (11 de junio de 1998 - 1 de noviembre de 2001) | Hutu  | FRODEBU |  | Mathias Sinamenye (11 de junio de 1998 - 1 de noviembre de 2001) | Tutsi | UPRONA  | Pierre Buyoya | [ 3 ] |

### Constitución de 2001
|  | Nombre                | Inicio                  | Final                   | Etnia | Partido | Presidente         | Ref.  |
|  | --------------------- | ----------------------- | ----------------------- | ----- | ------- | ------------------ | ----- |
|  | Domitien Ndayizeye    | 1 de noviembre de 2001  | 30 de abril de 2003     | Hutu  | FRODEBU | Pierre Buyoya      | [ 4 ] |
|  | Alphonse-Marie Kadege | 30 de abril de 2003     | 11 de noviembre de 2004 | Tutsi | UPRONA  | Domitien Ndayizeye | [ 5 ] |
|  | Frédéric Ngenzebuhoro | 11 de noviembre de 2004 | 29 de agosto de 2005    | Tutsi | UPRONA  | Domitien Ndayizeye | [ 5 ] |

### Constitución de 2005
|  | Vicepresidente primero                                              | Etnia | Partido |                                                                   | Vicepresidente segundo                                            | Etnia      | Partido    | Presidente                              | Ref.   |
|  | ------------------------------------------------------------------- | ----- | ------- | ----------------------------------------------------------------- | ----------------------------------------------------------------- | ---------- | ---------- | --------------------------------------- | ------ |
|  | Martin Nduwimana (29 de agosto de 2005 - 7 de noviembre de 2007)    | Tutsi | UPRONA  |                                                                   | Alice Nzomukunda (29 de agosto de 2005 - 5 de septiembre de 2006) | Hutu       | CNDD - FDD | Pierre Nkurunziza                       | [ 6 ]  |
|  | Martin Nduwimana (29 de agosto de 2005 - 7 de noviembre de 2007)    | Tutsi | UPRONA  | Marina Barampama (5 de septiembre de 2006 - 8 de febrero de 2007) | Hutu                                                              | CNDD - FDD | [ 7 ]      | Pierre Nkurunziza                       |        |
|  | Yves Sahinguvu (8 de noviembre de 2007 - 28 de agosto de 2010)      | Tutsi | UPRONA  |                                                                   | Gabriel Ntisezerana (8 de febrero de 2007 - 28 de agosto de 2010) | Hutu       | CNDD - FDD | Pierre Nkurunziza                       |        |
|  | Therence Sinunguruza (28 de agosto de 2010 - 11 de octubre de 2013) | Tutsi | UPRONA  |                                                                   | Gervais Rufyikiri (28 de agosto de 2010 - 20 de agosto de 2015)   | Hutu       | CNDD - FDD | Pierre Nkurunziza                       | [ 8 ]  |
|  | Bernard Busokoza (11 de octubre de 2013 - 14 de febrero de 2014)    | Tutsi | UPRONA  | [ 9 ]                                                             | Gervais Rufyikiri (28 de agosto de 2010 - 20 de agosto de 2015)   | Hutu       | CNDD - FDD | Pierre Nkurunziza                       |        |
|  | Prosper Bazombanza (14 de febrero de 2014 - 20 de agosto de 2015)   | Tutsi | UPRONA  | [ 10 ]                                                            | Gervais Rufyikiri (28 de agosto de 2010 - 20 de agosto de 2015)   | Hutu       | CNDD - FDD | Pierre Nkurunziza                       |        |
|  | Gaston Sindimwo (20 de agosto de 2015 - 23 de junio de 2020)        | Tutsi | UPRONA  |                                                                   | Joseph Butore (20 de agosto de 2015 - 23 de junio de 2020)        | Hutu       | CNDD - FDD | Pierre Nkurunziza Évariste Ndayishimiye | [ 11 ] |

### Reforma constitucional de 2018
|  | Nombre             | Inicio              | Final      | Etnia | Partido | Presidente            | Ref.   |
|  | ------------------ | ------------------- | ---------- | ----- | ------- | --------------------- | ------ |
|  | Prosper Bazombanza | 23 de junio de 2020 | Actualidad | Tutsi | UPRONA  | Évariste Ndayishimiye | [ 12 ] |